# Chetopa, Kansas
Chetopa là một thành phố thuộc quận Labette, tiểu bang Kansas, Hoa Kỳ. Năm 2010, dân số của xã này là 1125 người.

## Dân số
Dân số các năm:
- Năm 2000: 1281 người
- Năm 2010: 1125 người